# Jennifer Dale
Pour les articles homonymes, voir Dale.
Jennifer Dale est une actrice et productrice canadienne née le 16 janvier 1956 à Toronto (Canada).

## Biographie
Elle est la sœur de l'actrice  Cynthia Dale. De 1980 à 1986, elle a été mariée à Robert Lantos ; ils ont 2 enfants, Sabrina et Ariel.

## Filmographie

### Cinéma
- 1979 : Stone Cold Dead : Claudia Grissom
- 1980 : Suzanne : Suzanne McDonald
- 1981 : Ticket to Heaven : Lisa
- 1981 : Au-delà de cette limite votre ticket n'est plus valable (Your Ticket Is No Longer Valid) : Laura
- 1983 : Terreur à domicile (Of Unknown Origin) de George Cosmatos ; Lorrie Wells
- 1986 : Separate Vacations de Michael Anderson ;  Sarah Moore
- 1988 : Something About Love : Bobby
- 1988 : Martha, Ruth & Edie : Martha
- 1991 : The Photographer's Wife : Jane (+ productrice)
- 1991 : The Adjuster d'Atom Egoyan : Arianne
- 1993 : Cadillac Girls : Sally
- 1994 : Whale Music : Fay Ginzburg-Howl
- 1998 : Papertrail : Dr. Alyce Robertson
- 1999 : The Life Before This
- 2000 : Full Frontal de Steven Soderbergh : Janine
- 2000 : Love Come Down : Bea Rosen
- 2005 : Matchbook Morning : Nikki
- 2007 :  Vanessa : La mère de Vanessa
- 2010 : One Night : Evelyn
- 2010 : GravyTrain : Madame Harriette Handlescock
- 2011 : A Matter of Justice : Lucy Lester
- 2012 : Pixel Paint the Night: The Window Series
- 2014 : The Big Fat Stone : Rosie Donatello
- 2015 : The Dark Stranger : Dr. Anne Parsons
- 2016 : Duse and Me : Daniela (+ productrice)
- 2016 : Captive Love : Sonia
- 2019 : The Remnant : Anne Hargrave
- 2024 : Angel Three : Arizona
- 2024 : Les Linceuls (The Shrouds) de David Cronenberg : Myrna Slotnik

### Télévision

#### Séries télévisées
- 1980 : Bizarre : Divers personnages
- 1983 : Vanderberg : Sandra Evans
- 1985 : Empire Inc. (6 épisodes) : Cleo
- 1985 : Seeing Things (saison 4, épisode 1) : Stripper
- 1985-1987 : Brigade de nuit (épisodes 1x11 / 2x09 / 2x24 / 3x09 ) : Crystal / Connie Hackman / Laura Beaumont / Gail
- 1986 et 1992 : Ray Bradbury présente (épisodes 1x06 / 5x03) : Banshee / Thedy
- 1986 : Adderly (saison 1, épisode 8) : Linda McBride
- 1986 : Philip Marlowe, détective privé (saison 2, épisode 5) : Harriet Huntress
- 1986 : Hot Shots (saison 1, épisode 13) : Hannah
- 1987 : Alfred Hitchcock présente (saison 2, épisode 9) : Betty Jo Bennington
- 1987 : Hoover vs. the Kennedys: The Second Civil War (mini-série) : Jacqueline Kennedy
- 1988 : Paire d'as (saison 2, épisode 6)
- 1988 : Mont-Royal (1 épisode)
- 1988 : La Cinquième Dimension (saison 3, épisode 8) : Selena Brockman
- 1988 : The Campbells (saison 2, épisode 13) : Rachel Tremayne
- 1989 : Les Deux font la loi (saison 1, épisode 10) : Kristina
- 1989 : In Opposition : Mary Margaret McCarthy
- 1990 et 1993 : E.N.G. reporters de choc (épisodes 1x17 / 2x02 / 4x09) : Bridget Halliday / Brigid / Mary Kanby
- 1990-1991 : Force de frappe (épisodes 1x03 / 2x04) : Salomé / Andrea
- 1991 : Beyond Reality (saison 1, épisode 11)
- 1991 : Street Legal (en) (saison 6, épisode 11) : Patricia Wineberg
- 1992 : Street Justice (saison 1, épisode 21) : Sherry Rivers
- 1992 : Secret Service (1 épisode) : Rachel
- 1993 : Le Justicier des ténèbres (saison 1, épisode 19) : La Baronne / Dr Sophia Jergen
- 1993 : Matrix (saison 1, épisode 3) : Marilynn Clausen
- 1993 : Family Passions : Yvonne Haller
- 1994-1996 : Side Effects (en) (14 épisodes) : Dr Liz Anderson
- 1995 :  Robocop (saison 1, épisodes 1 & 2) : Fanny LaMour
- 1995 : Tekwar (saison 1, épisode 5) : Lianna Cruz
- 1995 : Un tandem de choc (saison 1, épisode 22) : Dr Carter
- 1995 : Taking the Falls (saison 1, épisode 8) : Gloria
- 1996-1998 : Les Repentis (Once a Thief) (23 épisodes) : La Directrice
- 1997 : Le voyageur (saison 6, épisode 8) : Laura Perry
- 1999-2000 : Power Play (8 épisodes) : Samantha Robbins
- 2000 : Live Through This : Annie Baker
- 2000 : Made in Canada (saison 3, épisode 12) : Janet
- 2001 : Mutant X (saison 1, épisode 9) : Wendy Stone
- 2002 : Monk (Saison 1, épisode 13 : Monk prend l'avion (Mr. Monk and the Airplane)) : Barbara Chabrol
- 2004 : Doc (saison 4, épisode 10) : Colleen Sinclair
- 2004 : This Is Wonderland (saison 1, épisode 9) : La veuve
- 2004 : Puppets Who Kill (saison 2, épisode 9) : La veuve noire
- 2004 : The Eleventh Hour (saison 2, épisode7) : Laura McDonald
- 2005 : Missing : Disparus sans laisser de trace (saison 3, épisode 7) : Gail Prescott
- 2006-2007  : Rumours (15 épisodes) : Michelle Lawrence
- 2010 : Men with Brooms (3 épisodes) : Joanie Parson
- 2013 : Suits : Avocats sur mesure (saison 2, épisode 11) : Gillian
- 2014 : Lost Girl (saison 4, épisode 9) : Leviathan
- 2016 : Four in the Morning (saison 1, épisode 6) : Dovie
- 2017 : Schitt's Creek (saison 3, épisode 5) : Trish
- 2017 : What Would Sal Do (8 épisodes) : Maria
- 2017 : Saving Hope (3 épisodes) : Martha Reid
- 2019 : Private Eyes (saison 3, épisode 7) : Veronica Valor
- 2020 : Seule contre tous (saison 3, épisode 2) : Marlene Loddington
- 2020- 2023 : Sex / Life (3 épisodes) : Vivian / Mrs. Mann
- 2021 : SurrealEstate (4 épisodes) : Victoria Roman
- 2021-2022 : Coroner (17 épisodes) : Peggy

#### Téléfilms
- 1983 : When Angels Fly : Marta
- 1984 : The Cap
- 1985 : Love & Larceny : Betsy Bigley
- 1987 : First Offender
- 1987 : Midnight Magic : Dr Mary Cahoun
- 1987 : Opération soja (Carly's Web) : Celeste Hedley
- 1987 : Hoover vs. the Kennedys: The Second Civil War : Jacqueline Kennedy
- 1988 : Lonely Knights : Kelly Stoneham
- 1989 : Dick Francis : Blood Sport : Eunice Teller
- 1991 : Grand Larceny : Betsy Bigley
- 1994 : Broken Lullaby : Gudrun Kuper
- 1996 : Les Repentis : La Directrice
- 1998 : La Maison sanglante (Dream House) : Laura Thornton
- 1999 : Revenge of the Land
- 2002 : Guilty Hearts : Alison Carrow
- 2005 : Code Breakers : Mme Nolan
- 2006 : Aladdin: The Magical Family Musical : Sheherazade
- 2009 : Blueprint : Le docteur
- 2015 : Les Rêves de Lindsay : Shirley
- 2015 : Le courrier du cœur : Claire Taylor
- 2016 : Saint-Valentin pour toujours (Valentine Ever After) : Mme Stanheight
- 2019 : Une lycéenne diabolique (Homekilling Queen) de Alexandre Carrière : Evelyn Whitland
- 2019 : Le Baiser de Noël (A Very Corgi Christmas) : Doris